# 안젤코 추크

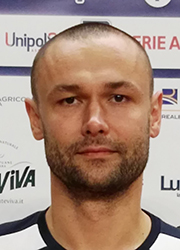

안젤코 추크(보스니아어: Anđelko Ćuk, 1983년 5월 30일 ~ 보스니아 헤르체고비나)는 대전 삼성화재 블루팡스에서 2007~2008 시즌, 2008~2009 시즌 우승을 이끌었던 배구 선수이다. 2009년 시즌 후 일본 도요다 고세이 트레푸에르자로 이적하여 뛰다가 2011년 5월에 수원 한국전력 빅스톰으로 이적했다. 2012-2013 시즌 후 재계약에 실패했다.

## 프로필
- 1983년 5월 30일 보스니아 헤르체고비나 출생(현재 국적 : 크로아티아)
- 신장 : 200cm, 100kg

## 수상 경력
- 2007~08 NH농협 V리그 챔피언결정전 MVP, 남자부MVP, 득점상, 서브상, 백어택상
- 2008~09 NH농협 V리그 정규시즌 득점상, 서브상